# جيسي براون
جيسي براون (بالإنجليزية: Jesse Brown)‏ (و. 1944 – 2002 م) هو سياسي من الولايات المتحدة الأمريكية ولد في ديترويت، ميشيغان
وهو عضو في الحزب الديمقراطي الأمريكي.

## التعليم
تعلم في الجامعة الكاثوليكية الأمريكية.